# Władysław Rembowski
Władysław Rembowski – rotmistrz, dowódca partii powstańczej w 1863 r. 
Brał udział w Powstaniu Styczniowym. Był właścicielem Nowej Wsi k. Złoczewa. Jako dowódca był lubianym przez podkomendnych, nie najlepiej jednak radził sobie w boju. W powstaniu dowodził oddziałem jazdy sieradzkiej sformowanym staraniem podpułkownika Józefa Piniego. 
Pułkownik Franciszek Kopernicki (1824-1892), w swoich pamiętnikach, tak opisał oddział Rembowskiego:

Oddział liczył 280 koni, podzielony był na 3 szwadrony. Pierwszym dowodził por. Mniewski (Kpt. Teodor Mniewski), drugim por. Orłowski (Kpt. Orłowski), trzecim por. Błeszyński (Rtm. Zdzisław Tomasz Błeszyński). Instruktorem ogólnym był mjr Bojarski (Mjr Stanisław Bojarski). Oddział był dobrze uzbrojony, lecz nie najlepiej umundurowany, karności i porządku wojskowego niewiele, wyćwiczony zaś dostatecznie, chociaż niektórzy z żołnierzy nie umieli jeździć, a kilkunastu naliczyłem dzieciaków. Po odbytym przez jenerała przeglądzie i musztrze, którą według instrukcji Piniego oddział odbywał w jednoszeregowym szyku, oddział wstąpił do obozu i połączył się z kaliskim, stanowiąc jakiś czas osobną jednostkę pod nazwą jazdy sieradzkiej" (s.13)

1 czerwca 1863 r. szwadron ten rozbił pod Wartą patrol kozacki (25 kozaków). Po niefortunnej walce pod Kamieńskiem rotmistrz Rembowski został odsunięty od dowodzenia i przeniesiony w Piotrkowskie. 

## Literatura
- Kopernicki F., "Pamiętnik z powstania styczniowego", Warszawa 1959 r.,
- Polak B., "Lance do boju - szkice historyczne z dziejów jazdy Wielkopolskiej, wiek X - 1945 r.", Poznań 1986 r.